# Roca Cook
La roca Cook és un petit illot rocós de 46 metres d'altura situat a 600 metres al nord-est de la punta Baixa de l'illa Vindicació del grup Candelaria de les illes Sandwich del Sud. Es troba al canal Nelson immediatament a l'est de la Trousers Rock.
La roca va ser cartografiada i anomenada el 1930 pel personal de Recerques Discovery a bord del RRS Discovery II, homenatjant el capità britànic James Cook, descobridor de l'arxipèlag el 1775.
L'illa mai va ser habitada ni ocupada, i com la resta de les Sandwich del Sud és reclamada pel Regne Unit que la fa part del territori britànic d'ultramar de les Illes Gòrgies del Sud i Sandwich del Sud, i per la República Argentina, que la fa part del departament Illes de l'Atlàntic Sud dins de la província de Terra del Foc, Antàrtida i Illes de l'Atlàntic Sud.